# Miconia stenobotrys
Miconia stenobotrys är en tvåhjärtbladig växtart som först beskrevs av Louis Claude Marie Richard, och fick sitt nu gällande namn av Charles Victor Naudin. Miconia stenobotrys ingår i släktet Miconia och familjen Melastomataceae. Inga underarter finns listade i Catalogue of Life.